# Čečelice
Čečelice (en allemand : Tschetschelitz) est une commune du district de Mělník, dans la région de Bohême-Centrale, en République tchèque. Sa population s'élevait à 671 habitants en 2020.

## Géographie
Čečelice se trouve à 9 km au nord-est du centre de Neratovice, à 12 km au sud-est de Mělník et à 28 km au nord-nord-est de Prague.
La commune est limitée par Liblice et Byšice au nord, par Kropáčova Vrutice, Sudovo Hlavno et Konětopy à l'est, par Dřísy au sud, et par Všestary et Malý Újezd à l'ouest.

## Histoire
La première mention écrite de la localité date de 1252.